# Aníbal Tarabini
Aníbal Roberto Tarabini (ur. 4 sierpnia 1941 w La Placie, zm. 21 kwietnia 1997 w Berazategui) – argentyński piłkarz, grający na pozycji napastnika.

## Kariera klubowa
Aníbal Tarabini rozpoczął karierę w klubie Estudiantes La Plata w 1960. W latach 1962–1965 występował w drugoligowym CA Temperley. W 1966 został zawodnikiem Independiente Avellaneda i występował w nim przez kolejnych pięć lat. Z Independiente dwukrotnie zdobył mistrzostwo Argentyny: Nacional 1967 i Metropolitano 1970. W 1971 krótko występował w Boca Juniors, w którego barwach pożegnał się z ligą argentyńską. Ogółem w latach 1960–1971 rozegrał w lidze argentyńskiej 192 mecze, w których strzelił 82 bramki.
W latach 1971–1973 występował w Meksyku w klubie CF Torreón. Ostatnim klubem w karierze Tarabiniego było francuskie AS Monaco, w którym w 1974 zakończył piłkarską karierę.

## Kariera reprezentacyjna
W reprezentacji Argentyny Tarabini zadebiutował w 1967. Rok wcześniej został powołany na Mistrzostwa Świata. Na Mundialu w Anglii Tarabini był rezerwowym i nie wystąpił w żadnym meczu. Ogółem w barwach albicelestes wystąpił w 6 meczach, w których strzelił 1 bramkę.

## Kariera trenerska
Zaraz po zakończeniu kariery piłkarskiej Tarabini został trenerem. Przez wiele lat był asystentem swojego kolegi z boiska José Omara Pastorizy. Aníbal Tarabini zginął w wypadku samochodowym 21 kwietnia 1997.